# Sri Lanka International Challenge
Die Sri Lanka International Challenge ist eine offene internationalen Meisterschaft von Sri Lanka im Badminton. 1998 fanden erstmals die Sri Lanka International statt. Bis 2006 hatten die Sri Lanka International den Status einer International Series. 2014 und 2015 wurde das Turnier zur International Challenge hochgestuft. 2024 wurden dann sowohl die International Series als auch die International Challenge ausgetragen.

## Sieger
| Jahr      | Herreneinzel           | Dameneinzel        | Herrendoppel                                      | Damendoppel                                  | Mixed                                   |
| --------- | ---------------------- | ------------------ | ------------------------------------------------- | -------------------------------------------- | --------------------------------------- |
| 2014      | Lee Hyun-il            | P. C. Thulasi      | Danny Bawa Chrisnanta Chayut Triyachart           | Phataimas Muenwong Kilasu Ostermeyer         | Akshay Dewalkar Pradnya Gadre           |
| 2015      | B. Sai Praneeth        | Supanida Katethong | Koo Kien Keat Tan Boon Heong                      | Phataimas Muenwong Chayanit Chaladchalam     | Arun Vishnu Aparna Balan                |
| 2016 2023 | nicht ausgetragen      | nicht ausgetragen  | nicht ausgetragen                                 | nicht ausgetragen                            | nicht ausgetragen                       |
| 2024      | Kartikey Gulshan Kumar | Isharani Baruah    | Rahmat Hidayat Yeremia Erich Yoche Yacob Rambitan | Pichamon Phatcharaphisutsin Nannapas Sukklad | Ashith Surya Amrutha Pramuthesh         |
| 2025      | Sholeh Aidil           | Manami Suizu       | Raymond Indra Nikolaus Joaquin                    | Hina Osawa Akari Sato                        | Bobby Setiabudi Melati Daeva Oktavianti |